# Фобос-Грунт 2
«Фобос-Грунт 2» (др. название Бумеранг/Экспедиция-М) — планируемая российская автоматическая межпланетная станция (АМС), предназначенная для доставки образцов грунта с естественного спутника Марса, Фобоса, на Землю, определения физико-химических характеристик грунта Фобоса, исследований происхождения спутников Марса, процессов взаимодействия его атмосферы и поверхности, взаимодействия малых тел Солнечной системы с солнечным ветром.
В Федеральной космической программой на 2016—2025 годы на исследование спутника Марса Фобоса закладывается 10 млрд 151 млн рублей. В примечании к документу говорится, что он будет реализован только при участии ЕКА.

## История проекта
После неудачного запуска АМС «Фобос-Грунт» в ноябре 2011 года, специалисты российского НПО им. Лавочкина рассчитывают совместно с Российской академией наук на запуск исследовательского космического аппарата «Фобос-Грунт 2» к спутнику Марса.
Учёные сделают серьёзную работу над ошибками, допущенными в ходе подготовки к запуску АМС «Фобос-Грунт», прекратившей существование в плотных слоях земной атмосферы 15 января 2012 года после неудачной попытки подъёма орбиты АМС перед выведением на межпланетную траекторию.

Задача доставки грунта со спутника Марса — Фобоса по-прежнему актуальна. Российские учёные и представители Академии наук считают, что в ближайшие десять лет никакими другими международными программами эту задачу не решить. Поэтому мы рассчитываем на проект «Фобос-Грунт-2». У нас нет другого пути: Россия должна решить задачу полёта на Марс.
— Хартов Виктор Владимирович, конструктор и генеральный директор ФГУП «НПО им. С.А. Лавочкина».

Проект будет обновлён и сохранит основные элементы, но мы постараемся его упростить. В частности, чтобы немного разгрузить нашу станцию, некоторые приборы, которые стояли на «Фобос-Грунте» для попутного исследования Марса, поставим, если договоримся с Европейским космическим агентством, на европейский аппарат «ЭкзоМарс». У аппарата «Фобос-Грунт» было 4 задачи: полететь к Марсу, сесть на Фобос, стартовать к Земле и доставить возвращаемую капсулу. Ни одна из них до этого никак не отрабатывалась. Перед 2018-м годом у нас будет опыт двух лунных посадок.
— Лев Зелёный, директор Института космических исследований РАН.
На авиасалоне МАКС-2013 глава НПО имени Лавочкина Виктор Хартов заявил:

Нет, не началась работа по новому «Фобосу». Мы сейчас все силы бросаем на проект «ЭкзоМарс». Надо набрать необходимый опыт по лунной программе и учесть все уроки неудачного запуска «Фобос-Грунта». Проблема по начальному этапу финансирования проекта «ЭкзоМарс» уже решена.
— Хартов Виктор Владимирович, конструктор и генеральный директор ФГУП «НПО им. С.А. Лавочкина».
5 октября 2016 года директор ИКИ РАН Лев Зелёный заявил, что Роскосмос рассчитывает запустить «Фобос-Грунт-2» в 2024 году, не выводя его за рамки Федеральной космической программы 2016—2025 годов. Также миссия может приобрести международный статус в партнерстве с ЕКА, в случае, если работа по проекту ExoMars будет признана успешной.
15 июля 2017 года вице-президент ИКИ РАН Лев Зелёный заявил, что вследствие сокращения финансирования миссию запустят только после 2025 года.

## Устройство аппарата
Существенно изменится служебный модуль нового аппарата, в частности будет улучшена система управления. На доработки потребуется около шести лет. На новой АМС будет меньше приборов, а её системы опробуют в ходе лунных миссий «Луна-Глоб» и «Луна-Ресурс». Для станции «Фобос-Грунт 2» планируется использовать разгонный блок «Фрегат» в его полном виде, а не в усечённом, как было сделано для станции «Фобос-Грунт», что считается одной из главных причин неудачи.

## Стоимость
Первоначально стоимость проекта «Фобос-Грунт 2» составляла около 3 миллиардов рублей. В 2014 году стоимость выросла до 5,1 млрд рублей. В проекте федеральной космической программы 2016—2025 заложена сумма 10,3 млрд рублей.